# Rollin' (Air Raid Vehicle)
Rollin' (Air Raid Vehicle) è un singolo del gruppo musicale statunitense Limp Bizkit. È stato estratto dal loro terzo album in studio, Chocolate Starfish and the Hot Dog Flavored Water.

## Scrittura e registrazione
La canzone nacque da una collaborazione tra il cantante Fred Durst e il produttore hip hop Swizz Beatz, e doveva essere inizialmente una canzone rap. Durante la lavorazione il gruppo decise di registrare una versione rap metal della canzone, considerandola più divertente, anche se il chitarrista Wes Borland ha ammesso in un'intervista che i suoi colleghi, "poiché gli piacevano tutte e due le versioni della canzone, decisero di includerle entrambe nella lista tracce dell'album."

## Pubblicazione
Fu pubblicata nel 2000 poco dopo Take a Look Around e My Generation.
La canzone è ben nota tra i fan della WWE per essere stata la musica d'ingresso del wrestler The Undertaker dal dicembre 2000 fino al maggio 2002, e nuovamente per l'evento WrestleMania XIX nel 2003, durante il quale venne eseguita dal vivo dagli stessi Limp Bizkit.
Rollin' (Urban Assault Vehicle) (sullo stesso album) è la versione originale di Rollin' (Air Raid Vehicle), eseguita insieme a DMX, Redman, e Method Man dei Wu-Tang Clan.

## Accoglienza
Nel 2022 le riviste Metal Hammer e Kerrang! hanno inserito Rollin' (Air Raid Vehicle) nella lista delle dieci migliori canzoni dei Limp Bizkit, rispettivamente in ottava e nona posizione.

## Video musicale
Il video inizia a Manhattan con Ben Stiller, alla guida di una Bentley Azure, e Stephen Dorff, seduto sul lato passeggeri. Fermandosi davanti a un Valet Parking (un servizio di parcheggio), e non trovando nessuno nelle vicinanze, ad eccezione di Fred Durst, (seduto nella panchina di fronte), gli danno le chiavi della macchina, scambiandolo per il parcheggiatore. A quel punto il cantante va in giro per Manhattan con l'auto, insieme ai colleghi di band.
Nel video sono presenti anche molte parti in cui la band suona sulla cima della Torre Sud del World Trade Center, e per questo ricevettero una lettera di ringraziamento proprio da parte degli uffici del complesso di Lower Manhattan. La lettera venne scritta e inviata il 10 settembre 2001, esattamente un giorno prima dei tragici attentati terroristici che condussero alla distruzione delle Torri Gemelle.

## Tracce
Ne sono state pubblicate 3 versioni, che differiscono per colori in copertina e liste tracce. Esiste anche un DVD allegato, pubblicato solo nel Regno Unito.
Parte 1 (bianca):
1. Rollin (Air Raid Vehicle)
2. Rollin (Urban Assault Vehicle)
3. Take a Look Around (Live)
4. Rollin (video)

Parte 2 (blu chiaro/indaco):
1. Rollin (Air Raid Vehicle)
2. Rollin (Urban Assault Vehicle)
3. I Would For You (Live)
4. Take a Look Around (Strumentale)

Parte 3 (bronzo/beige):
1. Rollin (Urban Assault Vehicle)
2. Show Me What You Got
3. Rollin (Strumentale)
4. Spezzoni del video

Rollin DVD:
1. Rollin' (Air Raid Vehicle) (DVD Video)
2. My Generation (Live at top of the pops) (Audio)
3. My Generation/N 2 Gether Now/Break Stuff/Re-Arranged (30 secondi)

## Formazione
- Fred Durst - voce
- Wes Borland - chitarra
- Sam Rivers - basso
- John Otto - batteria
- DJ Lethal - giradischi